# Старые Умысличи
Старые Умысличи — деревня в Брянском районе Брянской области, в составе Домашовского сельского поселения. Расположена в 8 км к северу от деревни Домашово. Постоянное население с 2006 года отсутствует.

## История
Впервые упоминается в XVII веке (под названием Мысличи), в составе Хвощенской волости Брянского уезда; с XVIII века — Умысличи. Бывшее владение Семичевых, Похвисневых, Безобразовых, Вепрейских, Астафьевых и др., с 1780-х гг. — Тютчевых; с 1850-х гг. — С. И. Мальцова. Входила в приход села Липово, с 1910-х гг. — села Дорожово.
С 1861 по 1924 в Любохонской, Дорожовской волости (с 1921 — в составе Бежицкого уезда). С конца XIX века, после возникновения деревни Новые Умысличи, прежнее поселение стало называться Старыми Умысличами.
В 1924—1929 гг. в Жуковской волости; с 1929 года в Жуковском районе (Новониколаевский, с 1930-х гг. — Старолавшинский сельсовет); с 1959 года в Брянском районе (Дорожовский, с 1969 — Домашовский сельсовет).